# بوكيمون أوميغا روبي وألفا سايفر
بوكيمون أوميغا روبي وألفا سايفر (باليابانية: ポケットモンスター オメガルビー&アルファサファイア) (نطق ياباني: Poketto Monsutā Omega Rubī & Arufa) (بالإنجليزية: Pokémon Omega Ruby and Alpha Sapphire)‏، هي لعبة فيديو من تطوير ستوديو جيم فريك، ومن نشر ذا بوكيمون كومباني اليابانية، صدرت في الأسواق شهر نوفمبر 2014، وتعمل على منصة المحمولة نينتندو 3دي إس.

## المواقع الخارجية
- الموقع الرسمي
- الموقع الرسمي
 (العالم)